# Острів Максимова
О́стрів Макси́мова (рос. Остров Максимова) — невеликий острів у затоці Петра Великого Японського моря. Знаходиться за 530 км на північний схід від мису Теляковського. Адміністративно належить до Хасанського району Приморського краю Росії.

## Географія
Острів скелястий, правильної прямокутної форми. Довжина 75 м. Береги стрімкі, скелясті, але не обриваються одразу до моря. Узбережжя утворене кам'янистим пляжем. Поверхня вкрита травою та мохами.